# Koonsebierg
Koonsebierg är en kulle i Luxemburg. Den ligger i kommunen Parc Hosingen, i den norra delen av landet, 44,5 kilometer norr om staden Luxemburg. Toppen på Koonsebierg är 501 meter över havet.